# Шакирт
Шакирт (каз. Шәкірт) — озеро в Фёдоровском районе Костанайской области Казахстана. Находится в 13 км к юго-востоку от посёлка Костычевский.
По данным топографической съёмки 1944 года, площадь поверхности озера составляет 2,3 км². Наибольшая длина озера — 1,2 км, наибольшая ширина — 1,3 км. Длина береговой линии составляет 6,5 км, развитие береговой линии — 1,2. Озеро расположено на высоте 198,3 м над уровнем моря.